# Institutul de Etnografie și Folclor „Constantin Brăiloiu”
Institutul de Etnografie și Folclor „Constantin Brăiloiu” din București este o unitate de cercetare științifică fundamentală cu profil umanist și muzical, care funcționează sub auspiciile Academiei Române.

## Istoric

### Arhiva de Folklore a S.C.R. (1928-1949)
În 1928, în cadrul Societății Compozitorilor Români, este întemeiată Arhiva de Folklore, de către muzicologul Constantin Brăiloiu, care a avut o contribuție fundamentală la culegerea folclorului muzical românesc.
Întemeietorul Arhivei, Constantin Brăiloiu și elevii săi: Harry Brauner (primul secretar al arhivei), Ilarion Cocișiu, Emilia Comișel, Tiberiu Alexandru (secretar al Arhivei după H. Brauner) au cules peste 30.000 de melodii (numai 8000 au fost culese până în 1934).
Între 1928-1934 au fost efectuate culegeri sistematice, împreună cu echipele de cercetare monografică ale Institutului Social Român, conduse de Dimitrie Gusti, în Vrancea, Câmpulung Moldovenesc, Țara Oltului, Gorj, Năsăud etc.
În 1931 Constantin Brăiloiu tipărește în revista „Boabe de grâu” (nr. 4) studiul Schiță a unei metode de folklore muzical, apărut în același timp și într-o versiune în limba franceză. Prin această schiță, Brăiloiu teoretizează culegerea materialelor, printr-o metodă științifică riguroasă ce prevedea înregistrarea și inventarierea materialului și apoi organizarea fișierului regional și după specia folclorică.
În seria de publicații ale Arhivei, Constantin Brăiloiu a tipărit: Treizeci cântece populare (1927), Cântece bătrânești din Oltenia, Muntenia, Moldova și Bucovina (1932), Ale mortului din Gorj (1936), Nunta la Feleag (1938), Nunta în Someș (1941).
Din 1944, odată cu plecarea lui Brăiloiu din țară, Harry Brauner este numit director adjunct al „Arhivei de Folklor”.

### Institutul de Folclor (1949-1964)
La 6 aprilie 1949 ia naștere „Institutul de Folklor”, înființat de Harry Brauner, prin unirea Arhivei de Folklor a S.C.R. și a Arhivei Fonogramice a Ministerului Artelor (componentele de bază ale institutului). Prin intervențiile lui Brauner la Lucrețiu Pătrășcanu, este obținută clădirea în care să funcționeze institutul.
În aceeași perioadă, Harry Brauner înființează în cadrul institutului, Orchestra „Barbu Lăutaru”, transferând orchestra de la Sindicatul Artiștilor Instrumentiști condus de naistul Fănică Luca. Printre membrii fondatori se numără și violonistul și dirijorul Ion Luca-Bănățeanu.
În ianuarie 1950 Brauner este arestat și implicat fără vină în procesul Pătrășcanu. Astfel, la conducerea institutului vine muzicianul Sabin V. Drăgoi. În această perioadă, pentru a nu avea doar statutul unui institut de muzică populară, în cadrul lui sunt cooptați mai mulți filologi și folcloriști literari, precum Alexandru Amzulescu, Adrian Fochi sau Ovidiu Bârlea.
În perioada 1950-1960 au loc ample campanii de culegere a folclorului în toată țara, de această dată cu ajutorul magnetofonului, care permitea înregistrarea materialelor la o calitate net superioară celor înregistrate anterior pe cilindri de fonograf și discuri de gramofon.
În anul 1962 institutul trece în subordinea Academiei Române.

### Institutul de Etnografie și Folclor (1964-1974)
În 1964 capătă denumirea de IEF, în urma fuziunii cu Sectorul de Etnografie al Institutului de Arheologie al Academiei, lărgindu-i-se astfel direcțiile de cercetare. Director al institutului este numit etnologul Mihai Pop.
În această perioadă sunt continuate campaniile de cercetare de teren și culegere a materialelor folclorice, sunt publicate lucrări și studii pe baza înregistrărilor din arhivă și sunt cooptați în institut numeroși folcloriști, etnografi și etnologi.

### Institutul de Cercetări Etnologice și Dialectologice (1974-1990)
În anul 1974, prin unirea Institutului de Etnografie și Folclor cu Centrul de Cercetări Fonetice și Dialectale al Academiei Române și Centrul Național de Îndrumare și Valorificare a Creației Populare ia ființă ICED, în subordinea Consiliului Culturii și Educației Socialiste.
În 1981 este elaborată „Colecția națională de folclor” (care să cuprindă lucrări și tipologii ale repertoriilor folclorice).

### I.E.F. „Constantin Brăiloiu”
În anul 1990 ICED trece din subordinea C.C.E.S. în subordinea Academiei Române și devine Institutul de Etnografie și Folclor „Constantin Brăiloiu”, iar Institutul de Fonetică și Dialectologie „Al. Rosetti” al Academiei Române și Centrul Național de Conservare și Valorificare a Tradiției și Creației Populare al Ministerului Culturii devin institute autonome.

## Directori
- Harry Brauner (6 aprilie 1948 - ianuarie 1949)
- Sabin V. Drăgoi (1949 - 1964)
- Mihai Pop (1965 - 1975)
- Ioan Ilișiu (1975 - 1990)
- Vasile Vetișanu (1990 - 1997)
- Sabina Ispas (1997 - prezent)

## Personalități
De-a lungul celor 73 de ani de existență, în institut au activat personalități de seamă din cadrul științelor etnologice.
Printre aceștia se numără:
- Folcloriștii: Mihai Pop, Alexandru Amzulescu, Ovidiu Bârlea, Adrian Fochi, Radu Niculescu, Corneliu Bărbulescu, Monica Brătulescu, Tony Brill, Doina Truță, Cornelia Călin, Ligia Bârgu-Georgescu, Sabina Cornelia Stroescu, Stanca Fotino-Ciobanu, Constantin Eretescu, Sanda Golopenția-Eretescu, Irina Nicolau, Ion T. Alexandru, Sabina Ispas, Nicoleta Coatu, Mihai Alexandru Canciovici, Radu Răutu, Mihaela Șerbănescu, Anca Stere, Laura Jiga-Iliescu, Rodica Raliade,
- Etnomuzicologii: Harry Brauner, Ilarion Cocișiu, Tiberiu Alexandru, Emilia Comișel, Gheorghe Ciobanu, Sabin Drăgoi, Mircea Chiriac, Paula Carp, Pascal Bentoiu, Constantin Zamfir, Constantin Prichici, Adrian Vicol, Vasile D. Nicolescu, Mariana Kahane, Lucilia Georgescu-Stănculeanu, Ghizela Sulițeanu, Adriana Sachelarie, Eugenia Cernea, Elisabeta Moldoveanu, George Marcu, Corneliu Dan Georgescu, Speranța Rădulescu, Steluța Popa, Iosif Herțea, Ulpiu Vlad, Felicia Diculescu, Marian Lupașcu, Marin-Marian Bălașa, Constantin Secară, Nicolae Teodoreanu, Mihaela Nubert-Chețan.
- Etnografii: Ernest Bernea, Paul Petrescu, Romulus Vulcănescu, Alexandru Popescu, Roswith Capesius, Boris Zderciuc, Nicolae Dunăre, Radu Octavian Maier, Ion Ghinoiu, Maria Bâtcă, Alina Ioana Ciobănel, Ofelia Văduva, Germina Comanici, Emil Țîrcomnicu.
- Etnocoreologii: Vera Proca Ciortea, Andrei Bucșan, Anca Giurchescu, Constantin Costea, Emanuela Balaci,

## Patrimoniu
Arhiva IEF conține înregistrări pe cilindri de ceară (14000), discuri (6000), 5865 de role benzi de magnetofon, casete audio și CD-uri. Informațiile vizuale sunt înregistrate pe peliculă de 16 și 32 mm, fotografii și casete video. Arhiva deține, de asemenea, manuscrise ale unor lucrări semnate de etnologi, corespondență, informații de teren. Înregistrările sonore și de imagine sunt însoțite de fișe conținând informații suplimentare (fișe de informator, fișe ale materialului cules, fișe de observație), transcrieri muzicale, literare și coregrafice privitoare la folclorul românesc. Cercetările prilejuite de Atlasul etnografic al României însumează și ele un bogat fond documentar: chestionare (8600), hărți etnografice (1000). În fonoteca arhivei se află plăci fotografice (1000), diapozitive color (4500), fotografii (15000) filme foto (5000).
Biblioteca Institutului numără 18379 de volume, fiind una din cele mai mari biblioteci de domeniu din București. În cadrul ei există: „fondul Brăiloiu” (cu 1824 de volume, 78 de colecții de periodice și 113 partituri), fondul de cărți transferate în 1949 de la Arhiva de Folklore, colecții și periodice precum „Din viața poporului român”, „Revista de etnografie și folclor”, „Anuarul IEF”, „Colecția națională de folclor”, „Arhive folclorice românești” ș.a.

## Publicații

### Revista de Etnografie și Folclor
Este publicația periodică a Institutului de Etnografie și Folclor, apărută începând din 1956. Între 1956-1963 apare cu titlul „Revista de folclor”. Din 1964 primește denumirea de „Revista de etnografie și folclor”, păstrată până astăzi.
De-a lungul anilor, în revistă au fost exprimate, teoretic și metodologic, marile proiecte ale institutului: Ovidiu Bârlea (Cercetarea prozei populare, 1956), Vera Proca (Despre notarea dansului popular românesc, 1956), Al. I. Amzulescu (Cântecul nostru bătrânesc, 1960), Corneliu Bărbulescu (Catalogul poveștilor românești, 1960), Sabina Cornelia Stroescu (Cu privire la sistemul de clasificare al snoavelor, 1965), Tony Brill (Principiile clasificării legendelor populare românești, 1966).
În revistă sunt publicate bibliografii și instrumente de cercetare, studii de istoria folclorului, folcloristicii și etnografiei, studii de etnomuzicologie, etnologie, antropologie socială și culturală, de etnografie și folclor, studii de artă populară, folclor macedoromân, istroromân, megleno-român și al românilor de peste hotare, folclor străin, recenzii ș.a.

### Colecția Națională de Folclor[9]
- Al. I. Amzulescu: Cântecul epic eroic [Tipologie și corpus de texte poetice], București, Editura Academiei R.S.R., 1981, 773 p.
- Steluța Popa: Obiceiuri de iarnă. Folclor muzical din repertoriul copiilor [Tipologie muzicală - colecție de cântece], București, Editura Muzicală, 1981, 165 p.
- Al. I. Amzulescu: Balada familială [Tipologie și corpus de texte], București, Editura Academiei R.S.R., 1983, 486 p.
- Speranța Rădulescu: Taraful și acompaniamentul armonic în muzica de joc, București, Editura Muzicală, 1984, 724 p.
- Corneliu Dan Georgescu: Jocul popular românesc [Tipologie muzicală și corpus de melodii instrumentale], București, Editura Muzicală, 1984, 646 p.
- Nicoleta Coatu: Lirica populară românească cu tematică actuală [Clasificarea tematică a variantelor motivice], București, Editura Minerva, 1984, XL + 444 p.
- Sabina Ispas și Doina Truță: Lirica de dragoste [Index motivic și tipologic], București, Editura Academiei R.S.R. - vol. I, 1985, 400 p.; vol. II, 1986, 672 p.; vol. III, 1988, 582 p.; vol. IV, 1989, 424 p.
- Eugenia Cernea și Nicoleta Coatu: Cântecul popular nou, București, Editura Muzicală, 1986, 263 p.
- Ghizela Sulițeanu: Cântecul de leagăn, București, Editura Muzicală, 1986, 912 p.
- Corneliu Dan Georgescu: Repertoriul pastoral. Semnale de bucium [Tipologie și corpus de melodii], București, Editura Muzicală, 1987, 264 p.
- Mariana Kahane și Lucilia Georgescu-Stănculeanu: Cântecul zorilor și bradului [Tipologie muzicală], București, Editura Muzicală, 1988, 824 p.
- Speranța Rădulescu: Cântecul. I. Transilvania meridională [Tipologie muzicală], București, Editura Muzicală, 1990, 256 p.
- Cornelia Călin: Jurnalul oral [Index tipologic și motivic, antologie de texte], București, Editura Erasmus, 1993, 178 p.
- Constanța Cristescu: Chemări de toacă [Repertoriul românesc, monografie, tipologie și antologie muzicală], București, Editura Academiei Române, 1999, 400 p.
- Elisabeta Moldoveanu: Cântecele de seceriș ale poporului român [Tipologie muzicală și literară], București, Editura Academiei Române, 2000, 473 p.
- Iosif Herțea: Colinde românești [Antologie și tipologie muzicală], București, Editura Grai și Suflet - Cultura Națională, 2004, 531 p.
- Adrian Vicol: Recitativul epic al baladei românești [Tipologie muzicală], București, Editura Arvin Press, 2004, 534 p.
- Tony Brill: Tipologia legendei populare românești, București, Editura Saeculum I.O. - vol. I: Legenda etiologică, 655 p.; vol. II: Legenda mitologică, legenda religioasă, legenda istorică, 576 p.
- Mariana Kahane: Doina vocală din Oltenia [Tipologie muzicală], lucrare îngrijită de Marian Lupașcu, București, Editura Muzicală, 2007, 260 p.
- Adrian Vicol și Paula Carp: Cântecul propriu-zis din Muscel, București, Editura Muzicală - vol. 1, 2007, 531 p.; vol. 2, 2008, 411 p.
- Ulpiu Vlad: Repertoriul nupțial: Cântecul miresei [Metodologia unei posibile trilogii], București, Editura Muzicală, 2009, 609 p.
- Al. I. Amzulescu și Marian Munteanu: Cântecul poporan din Muscel, București, Editura Valahia - „Colecția Rânduiala”, 2010, 798 p.

### Atlasul Etnografic Român
- Volumul I - Habitatul, București, Editura Academiei Române, 2003, 271 p. ISBN 9735674238
- Volumul II - Ocupațiile, București, Editura Academiei Române, 2005, 299 p. ISBN 9732711345
- Volumul III - Tehnica populară. Alimentația, București, Editura Academiei Române, 2008, p. ISBN 9732716656
- Volumul IV - Portul și arta populară, București, Editura Academiei Române, 2011, 267 p. ISBN 9732721452
- Volumul V - Sărbători, obiceiuri, mitologie, București, Editura Academiei Române, 2013, 361 p. ISBN 9789732723685

### Etnologie românească
Este o serie de lucrări coordonate de Sabina Ispas și Nicoleta Coatu, la care a contribuit un colectiv de autori: Ion Alexandru, Mihai Canciovici, Germina Comanici, Cristina Gafu, Armand Guță, Laura Jiga-Iliescu, Marin Marian-Bălașa, Mihaela Nubert-Chețan, Mihaela Pena, Luiza Popa, Rodica Raliade, Anca Stere, Mihaela Șerbănescu, Nicolae Teodoreanu, Radu Toader, Emil Țârcomnicu, Ofelia Văduva și Iulia Wisoșenschi.
- Etnologie românească: Folcloristică și etnomuzicologie, vol. I, București, Editura Academiei Române, 2006, 386 p. ISBN 9789732716052
- Etnologie românească: Folcloristică și etnomuzicologie, vol. II - Metodologie. Arhive. Instrumente de lucru, București, Editura Academiei Române
Partea 1, 2010, 356 p. ISBN 9789732716052
Partea a 2-a, 2010, 430 p. ISBN 9789732714584
- Etnologie românească: Folcloristică și etnomuzicologie, vol. III - Nașterea și copilăria, București, Editura Academiei Române
Partea 1: Fenomenologia natalității, 2011, 350 p. ISBN 9789732721438
Partea a 2-a: Ritualitate postnatală; copilăria între ludic și folcloric; pedagogie infantilă, 2012, 343 p. ISBN 9789732722251
Partea a 3-a: Expresii ale nașterii în texte literar-folclorice, 2014, 263 p. ISBN 9789732724804

### Arhive folclorice românești
- Rădăcini - Roots: CD cu 54 de piese muzicale și broșură de 50 p., București, 1999.
- Cântece epice eroice / Heroic Epic Songs: CD cu 6 piese muzicale și broșură de 50 p., București, 2001.
- Tumbe, tumbe - Cântece românești / Aromanian Songs: CD cu 34 piese muzicale și broșură de 66 p., București, 2002.
- Doina: două CD-uri cu 61 de piese muzicale, București, 2004-2005.
- Doina din Maramureș, Oaș și Bucovina, CD cu 35 de piese muzicale, București, 2011.